# Estação El Mounib

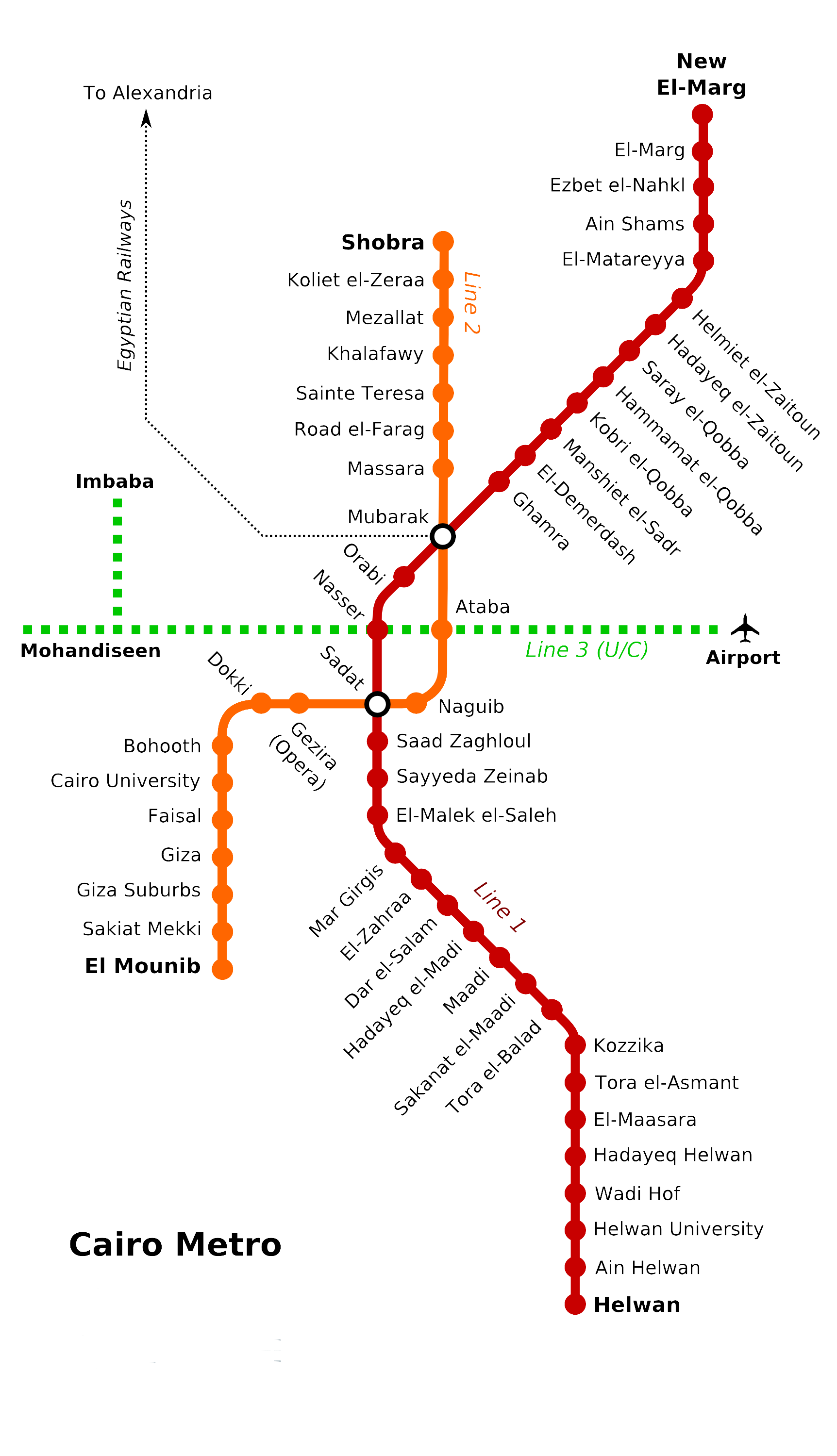
Mapa do Metro do Cairo.

El Mounib (do árabe:المنيب) é uma das estações terminais da linha 2 do metro do Cairo, no Egipto. A estação foi inaugurada em 17 de janeiro de 2005 juntamente com a estação Sakiat Mekki na última etapa de expansão desta linha.<

## Facilidade de acesso a estação
El Mounib conta com uma ponte de pés de aço e laje de concreto armado. A ponte pedonal com um vão simples de 26m e escadas também em aço nas duas extremidades.